# Chamilo
Chamilo es un sistema de gestión de aprendizaje o LMS (Learning Management System), diseñado para apoyar a la educación en línea. Es una plataforma de software libre escrita en PHP, cuyo propósito es mejorar la educación y su acceso a ella a nivel mundial. Este software gratuito es fruto de la colaboración de varias empresas, organizaciones e individuos de acuerdo con el modelo de código abierto bajo estrictos valores éticos. Se distribuye bajo la Licencia Pública General de GNU/GPLv3. Este tipo de licencias para software está destinada a garantizar la libertad para compartir y cambiar todas las versiones de un programa, lo cual asegura que sea gratuito para todos sus usuarios, permitiendo instalar, modificar y crear elementos complementarios para poder adaptarse a las necesidades específicas de cada proyecto de e-learning. Es por este motivo, por el que sus creadores escogieron el nombre Chamilo, que surge del diminutivo de la expresión en inglés Chameleon (pronunciación AFI es /kəˈmiːlɪən/).
El origen de esta plataforma se encuentra en la Asociación Chamilo, una organización sin ánimo de lucro cuyo objetivo principal es mantener la plataforma y asegurar su continuidad. Dicha asociación es la responsable de su desarrollo en base al código Dokeos de la plataforma. Además, es compatible con el paquete de contenidos SCORM (Shareable Content Object Reference Model) y el AICC (Aviation Industry Computer Based-Training Committee), para la creación e importación de contenidos. La versión más reciente de Chamilo LMS es la 1.11.14.
El proyecto Chamilo intenta asegurar la disponibilidad y la calidad de la educación a un costo reducido a través de la distribución gratuita y abierta de su software, la adaptación de su interfaz a dispositivos de países del tercer mundo y la provisión de un campus e-learning de acceso libre. La versión más reciente de Chamilo LMS es la 1.11.20.

## Historia
Los inicios del código de Chamilo se remonta al año 2001. Junto al nacimiento del proyecto Claroline, que fue objeto de una bifurcación, en el 2004 coincidiendo con el anuncio del proyecto Dokeos.
En 2006, el proyecto Dokeos está en un momento de gran éxito, ya que ha sufrido considerables mejoras, pero entre 2008 y 2009, aparecen problemas de gestión que combinados con la crisis económica, hacen que Dokeos busque nuevas soluciones. Dokeos decide vender un nuevo producto enfocado hacia el mundo empresarial, el coste era muy elevado y algunos socios de Dokeos cuestionan las nuevas 
decisiones.
Así pues el 12 de diciembre de 2009 se decide aceptar la propuesta de pertenecer como  fork, al proyecto Dokeos. El proyecto Chamilo fue anunciado de forma oficial el 18 de enero de 2010, con el apoyo por gran parte de la comunidad del proyecto Dokeos en el cual tuvo su origen.  Esta nueva situación provocó que en un periodo de dos semanas unos 500 usuarios participaran en los foros y al cabo de un mes las aportaciones a la comunidad fueran muy superiores a las obtenidas el año anterior en Dokeos.
Durante los años 2010 y 2015, Chamilo mantiene las dos vertientes del software: Chamilo LMS (conocido como Chamilo 1.8), que en esencia guarda las características del software Dokeos, y Chamilo LCMS Connect (anteriormente Chamilo 2),esta segunda versión estaba dirigida por una comunidad universitaria, que desapareció quedando únicamente Chamilo LMS.
El 10 de noviembre de 2014, los miembros de la asociación de Chamilo cambian la sede de Bélgica a España, realizando cambios de organización interna, dejando paso a la Asociación Chamilo España, actual coordinadora de la organización.
El proyecto Chamilo fue lanzado oficialmente el 18 de enero de 2010 por una parte considerable de la comunidad activa del proyecto Dokeos del cual nació, tras desacuerdos crecientes sobre la política de comunicación y una serie de elecciones que hicieron sentir inseguridad a la comunidad acerca del futuro de los desarrollos. Por lo tanto, se le considera un fork de Dokeos (por lo menos en lo que se refiere al software Chamilo LMS). La reacción al fork fue inmediata y 500 usuarios activos se registraron en los foros de Chamilo en un plazo de 2 semanas desde su lanzamiento, y en un mes se recogieron nuevas contribuciones de la comunidad que sobrepasaron en cantidad las del año anterior en Dokeos.
Los orígenes del código de Chamilo se remontan al año 2000, con el inicio del proyecto Claroline, que, a su vez, sufrió un fork en el 2004 con el lanzamiento del proyecto Dokeos. En el 2009, "sufrió" un nuevo fork con la publicación de Chamilo 1.8.6.2.
Entre 2010 y 2015, Chamilo mantuvo dos proyectos de software: Chamilo LMS (llamado anteriormente Chamilo 1.8), una versión que, en sus inicios, estaba basada en el software Dokeos, y Chamilo LCMS Connect (previamente Chamilo 2), una reimplementación completa de la plataforma para el e-learning y la colaboración. Debido a regulares cambios drásticos, cierta falta de liderazgo, la complejidad de su interfaz y la imposibilidad de migrar datos de Chamilo LMS a Chamilo LCMS, este último no prosperó y, en el 2015, la Asociación Chamilo solicitó a los desarrolladores de Chamilo LCMS renunciar al uso del nombre Chamilo, el cual generaba confusión en el seno de la comunidad.

## Comunidad
Debido a su propósito educacional, la mayor parte de la comunidad está relacionada con sectores educativos o recursos humanos. Es también la comunidad quien trabaja de manera colaborativa para desarrollar un sistema de e-learning fácil de usar.
Tiene como objetivo, la educación, así que la mayor parte de la comunidad tiene relación con campos educativos o  de recursos humanos.  La comunidad es la que trabaja de forma grupal para trabajar en un sistema de e-learning accesible.

### Comunidad activa
La comunidad activa (a fecha de octubre de 2011) de Chamilo cuenta con alrededor de 5000 personas. Se consideran miembros activos de la comunidad cuando empiezan a contribuir al proyecto (a través de documentación, contribución en los foros, desarrollo, diseño, etc.).
En el 2009, algunos miembros de la comunidad (en ese momento, del proyecto padre de Chamilo) empezaron a trabajar activamente sobre el proyecto One Laptop Per Child junto con docentes de una escuela primaria de la ciudad de Salto, en Uruguay. Uno de los miembros fundadores de la asociación Chamilo se registró entonces como miembro contribuidor registrado del proyecto OLPC, asegurando así la portabilidad de la plataforma a XO 1.0 laptop. El esfuerzo ha sido, desde entonces, seguido a través del proyecto Chamilo.
La comunidad activa en octubre de 2011 de Chamilo,  contaba con unos 500 integrantes aproximadamente. Son miembros activos los que contribuyen al proyecto (con documentación, participación en los foros, desarrollo, diseño, etc.)
En el año 2009, integrantes de la Asociación (todavía era el proyecto anterior de Chamilo) pasaron a participar directamente en el proyecto One Laptop Per Child junto con profesores de un centro escolar en  ciudad de Salto,  Uruguay. Una de las personas que desde un principio habían formado parte de la asociación Chamilo pasó a ser miembro contribuyente del proyecto OLPC, facilitando así el paso de la plataforma a XO 1.0 laptop.6. Es un proyecto que está tutelado por el proyecto Chamilo.

### Comunidad pasiva
La comunidad es considerada pasiva cuando usan el software pero no contribuyen directamente a él. 
En octubre de 2012, la comunidad pasiva estaba integrada por alrededor de 1.400.000 usuarios en más de 175 países. 
En diciembre de 2014, la comunidad pasiva había pasado los 9.000.000 usuarios. 
En julio de 2016, la comunidad pasiva había pasado a los 12.000.000 usuarios en 204 países (según Google Analytics).
En octubre de 2018, la comunidad pasiva había pasado los 21MM de usuarios
La comunidad pasiva se caracteriza por utilizar el software pero no incidir directamente en él.
- Los datos registrados en el año 2012 durante el mes de octubre,  en relación con el número de integrantes de la comunidad pasiva estaban cerca de 1.400.000  participantes, en aproximadamente 175 países.
- Los datos registrados en el año 2014 durante el mes de diciembre, ascendían a 9.000.000 de participantes.
- Los datos registrados en el año 2016, durante el mes de julio, llegaban a los 12.000.000 de consumidores en casi 204 países.
- Los datos registrados en el año 2018, durante el mes de octubre ascendía a 21.000.000 de integrantes de la comunidad pasiva.
- Los datos registrados en el año 2019,  ya superaba los 23.000.000 de integrantes de la comunidad pasiva.
- Los datos registrados en el año 2020, ya alcanzaba los 28.000.000 de integrantes de la comunidad pasiva.
- Los datos registrados en el año 2021, nos informan de 29.000.000 de integrantes de la Comunidad pasiva.[26]

Actualmente diversas organizaciones públicas han confiado en Chamilo,  como el Ayuntamiento de Zaragoza, el Centro de Supercomputación de Galicia, el Diario Marca, el Ministerio de Educación de Perú o la Universidad de San Ignacio de Loyola.

## Acceso a la plataforma
Los usuarios que deseen acceder a los contenidos de la misma deben registrarse en la plataforma Chamilo previamente con su nombre de usuario y contraseña. Es posible acceder a través de una demo o registrarse de manera gratuita. Permite el registro como alumno o docente para tener una idea más global de lo que ven los alumnos en cada curso. Como alumno se pueden seguir cursos virtuales, y como profesor crearlos.
Una vez conectados, se tiene acceso a aquellos cursos en los que se encuentre inscrito:
- Relación de los cursos en los que el usuario esté inscrito. Un lápiz aparece junto a aquellos cursos en los que el usuario tiene permisos de profesor (permitiendo así que pueda actualizar la configuración del curso).
- Acceso directo a la herramienta de red social.
- Profesores y estudiantes pueden inscribirse a más cursos existentes.
- Profesores y estudiantes tienen acceso al historial de sesiones de sus cursos.[28]

## La Asociación Chamilo
La Asociación Chamilo, es una entidad sin ánimo de lucro conformada por usuarios, empresas e instituciones de todo el mundo que apoyan con sus contribuciones al código o con sus aportaciones económicas al desarrollo de este software caracterizado por una apuesta radical por el software libre. Fue fundada en Bélgica el 11 de mayo de 2010, y tiene sede actual en España desde el año 2014. Fue creada para servir el objetivo genérico de mejorar la organización del proyecto Chamilo, evitar conflictos de intereses entre las organizaciones que gestionan la toma de decisiones sobre el proyecto de software y buscar los mejores intereses de la comunidad usuaria del software. Sus miembros fundadores, que actuaron también como su primera junta directiva, fueron ocho personas, de las cuales tres pertenecían al sector privado y cuatro al sector público. Desde entonces, la junta directiva de Chamilo es reelegida en asamblea de manera democrática cada dos años.
La Asociación Chamilo  se distingue por: 
- Ser una asociación 100% horizontal en la que cada usuario es un voto. Los miembros de la comunidad tienen igualdad de derechos independientemente de si son grandes o pequeñas empresas o usuarios individuales.
- Ostentar la propiedad de la marca Chamilo de manera colectiva en lugar de dejarla en manos de una única persona, como sucede en el caso de Moodle o Dokeos, entre otras.
- Apostar por el software libre, ofreciendo una garantía de por vida a los usuarios de Chamilo que les permite tener la certeza que el proyecto permanecerá siempre 100% de código libre.
- No contar con patrocinios o financiación de grandes corporaciones o universidades.[34]

Para respetar su neutralidad y forma sin ánimo de lucro, la Asociación Chamilo no ofrece servicios profesionales a las organizaciones que utilizan Chamilo. Estos servicios están garantizados por una red de proveedores oficiales.

## Finalidades
Principalmente garantiza la entrada libre a la educación en todo el mundo por medio de una enseñanza totalmente en línea. Se puede consultar y acceder a todo tipo de material digital y hacer uso de diferentes herramientas virtuales. Cualquier tipo de apartados pueden personalizarse, usarse y compartirse, permitiendo su modificación y adaptación a un diseño propio.
Como resumen de sus finalidades tenemos las siguientes:
- Gestión de cursos, usuarios y ciclos formativos (incluyendo servicios web en SOAP para gestión remota)
- Compatibilidad con SCORM 1.2 y herramientas de autoría rápida
- Compatibilidad LTI 1.1
- Modo multi-instituciones (con portal de gestión centralizado)
- Exámenes controlados por tiempo
- Internacionalización con UTF-8
- Zonas horarias
- Generación automática de certificados
- Seguimiento del progreso de los usuarios
- Red social incorporada
- Gestión de competencias (compatible con OpenBadges)
- Zonas horarias diferenciadas.
- Soporte a más de 700.000 usuarios en todo el mundo.[37]

## Cursos
Tanto profesores como estudiantes pueden suscribirse a cursos existentes en su campus. Si un profesor se apunta a un curso, será considerado estudiante en ese curso y no tendrá acceso a las herramientas que habitualmente están disponibles para profesores. Si alguien quiere apuntarse a un curso como profesor, entonces tendrá que solicitar al propietario del curso matricularse como tal. Pulsando sobre el enlace Catálogo de cursos aparecerá el listado de categorías con sus respectivos cursos. Para apuntarse a uno, se debe pulsar sobre el botón Inscribirme (un botón verde con el símbolo de entrada). Puedes utilizar la caja de búsqueda que aparece en el catálogo de cursos  para localizar el curso de su interés. Al inscribirse a un curso, se asignará el rol de estudiante en ese curso.
Chamilo permite crear, eliminar o actualizar cursos de las siguientes categorías: Language skills, PC Skills, Projects, Business Management, Information Technology, Engineering, Medicine, Sciences and Humanities, Comunities, Training BeezNest y Without category.

## Requerimientos de software
Chamilo está desarrollado principalmente en PHP y Javascript, y depende de un sistema LAMP o WAMP en el servidor. Del lado cliente, solo requiere un navegador moderno (menos de 3 años de antigüedad) y, de manera opcional, requiere el plugin Flash para hacer uso de algunas funcionalidades avanzadas.

### Dependencias de lado del usuario
- PC con un mínimo de 512 MB o cualquier tableta o teléfono inteligente.
- Recomendado un Pentium-I como capacidad mínima del procesador para PCs.[40]
- Funciona en Windows XP y versiones posteriores, Linux , Mac OS , FreeBSD, Android, iOS.
- Cualquier navegador moderno.
- Opcional: Flash plugin (solo es necesario para algunas funciones como el tipo de pregunta de la imagen de la zona activa y la grabadora de audio).
- Opcional: Capacidad de Java applet (solo se requiere en caso de no utilizar la versión Flash de la grabadora de audio).

### Interoperabilidad
La serie 1. * de Chamilo LMS ofrece conexiones con otros softwares como Joomla (a través del plugin de JFusion), Drupal (a través del módulo Drupal-Chamilo), OpenID (marco de autenticación seguro)y Oracle (a través de implementaciones PowerBuilder).

### Extensiones
Chamilo ofrece complementos para acceder a la herramienta externa de videoconferencias (como BigBlueButton) pero necesita un servidor dedicado o que tenga recursos disponibles suficientes.

## Adopción de Chamilo a nivel mundial
- Chamilo es muy popular en el sector académico. Varias universidades y academias de toda Europa y Latinoamérica lo usan,:[23] pero también tiene numerosos  usuarios en los sectores profesionales (entre bancos, seguros, aerolíneas, y clínicas entre otros) , para lo que ha incorporado mejoras en los informes de seguimiento de los alumnos y en cuestiones referentes al rendimiento.
- Chamilo está respaldado por pequeñas y medianas empresas que se han de registrar como miembros de la asociación, superar un examen, pagar una cuota y aportar una contribución de antemano al proyecto para poder ser reconocidas como proveedores oficiales.[43]
- A lo largo del año 2010, Chamilo se centró en la expansión del software en Asia, creando traducciones a Chino simplificado, entre otros idiomas.
- En 2011, el centro de atención fue oriente medio, con equipos de traductores aportando traducciones al árabe y otros idiomas.
- Entre los usuarios de Chamilo se encuentran administraciones públicas, organizaciones sin ánimo de lucro y servicios de empleo: La TGSS española y varios ministerios peruanos son usuarios de Chamilo.[44] El Centro de Supercomputación de Galicia (España) cuenta con un campus basado en Chamilo con más de 23.000 usuarios y 800 cursos.[45]

## Seguridad
Tiene un registro de las fallas de seguridad detectadas y cuenta con la colaboración de crackers para detectar y arreglar fallas de seguridad preventivamente o rápidamente. Existe una página dedicada a las incidencias de seguridad que sirve como referencia en casos de nuevas incidencias.
A lo largo de su historia, Chamilo, ha registrado más de 30 versiones, cambios técnicos y, actualizaciones. Estos cambios han sido destinados a proporcionar nuevas características, hacer modificaciones, corregir errores, mejorar la seguridad y realizar cambios de estilo.